# Cerkiew Opieki Bogurodzicy w Korejovcach
Cerkiew Opieki Bogurodzicy w Korejovcach – drewniana greckokatolicka cerkiew filialna zbudowana w 1764 w Korejovcach.
Należy do parafii w Krájnej Bystrej, dekanatu Svidník w archieparchii preszowskiej Kościoła katolickiego obrządku bizantyjsko-słowackiego. Od 1968 posiada status Narodowego Zabytku Kultury.

## Historia
Cerkiew wzniesiona w 1764 (data na belce nawy). Znacznie zniszczona podczas działań wojennych w 1944, została odnowiona w 1947. W latach 2000–2002 wykonano remont kapitalny świątyni.

## Architektura i wyposażenie
Jest to budowla drewniana konstrukcji zrębowej, nie orientowana, dwudzielna. Nawa na rzucie wydłużonego prostokąta, z wyodrębnionym wewnętrznie babińcem. Prezbiterium węższe kwadratowe. Niewielka wieża słupowo-ramowa o prostych ścianach posadowiona na zrębie babińca zwieńczona dachem namiotowym i baniastym hełmem z banią. Dachy namiotowe z wieżyczkami nad nawą i prezbiterium. Dachy kryte gontem, ściany oszalowane. Okna w nawie bliźniacze w fazowanych drewnianych obramieniach.

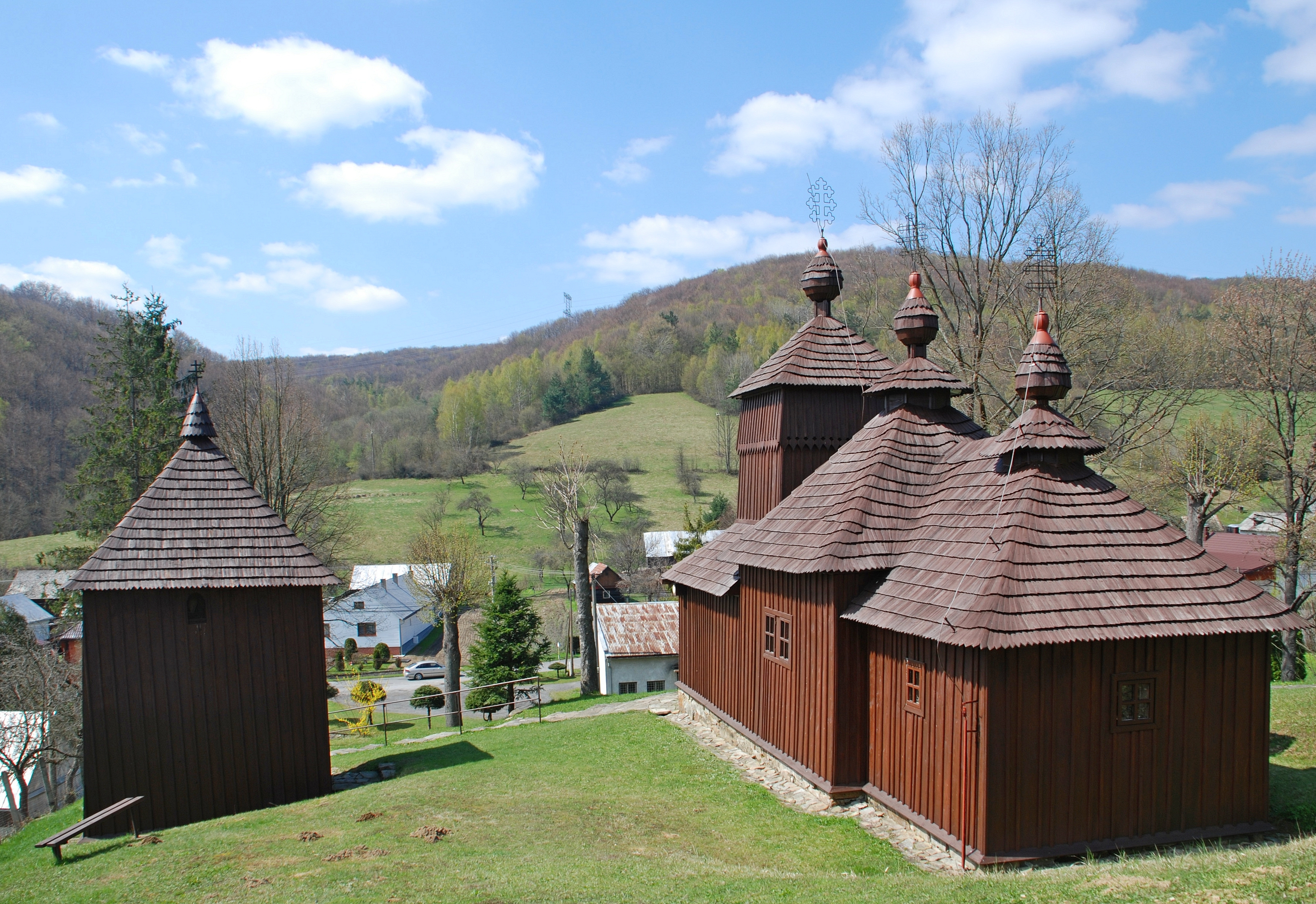
Widok od strony północnej
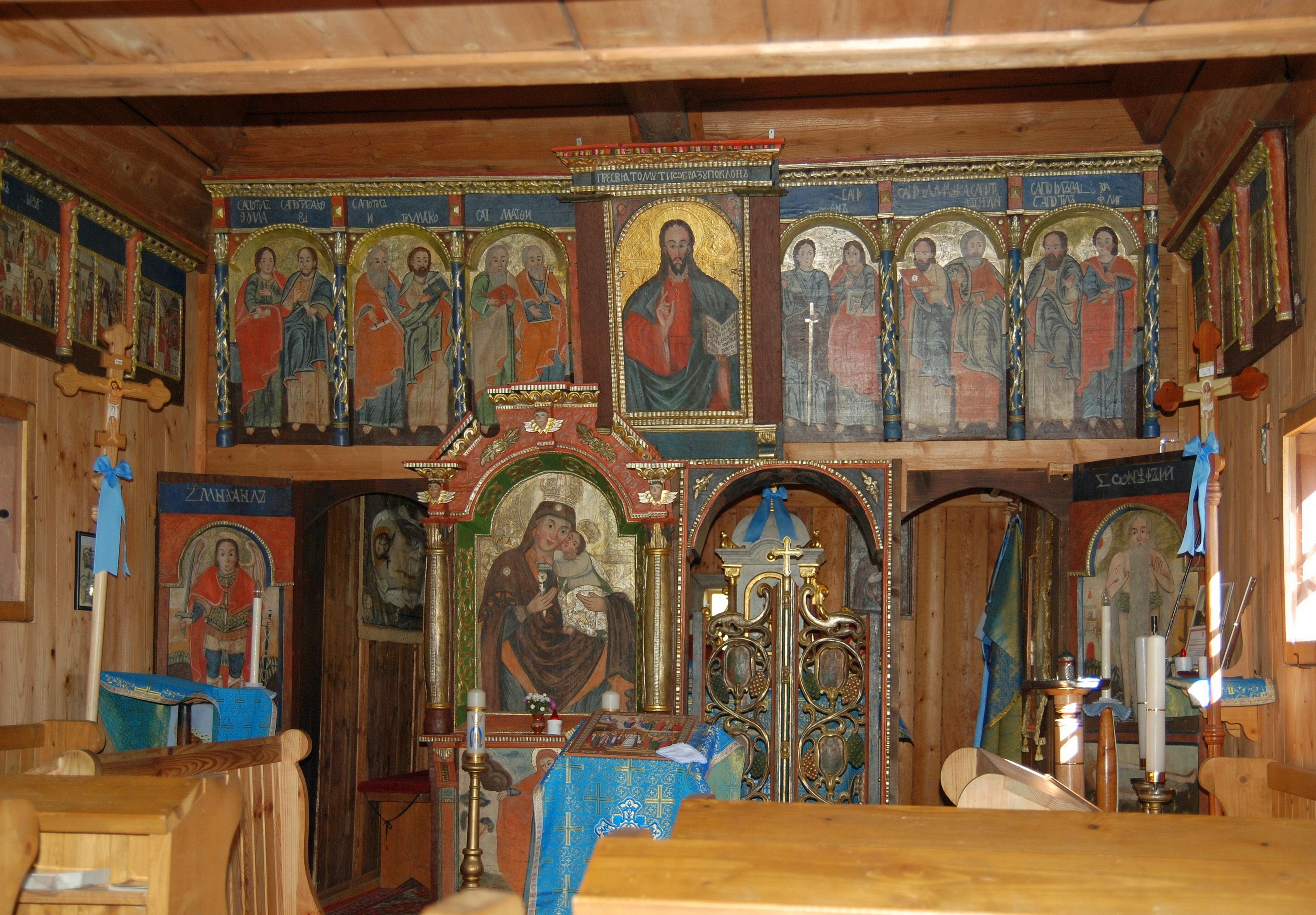
Ikonostas
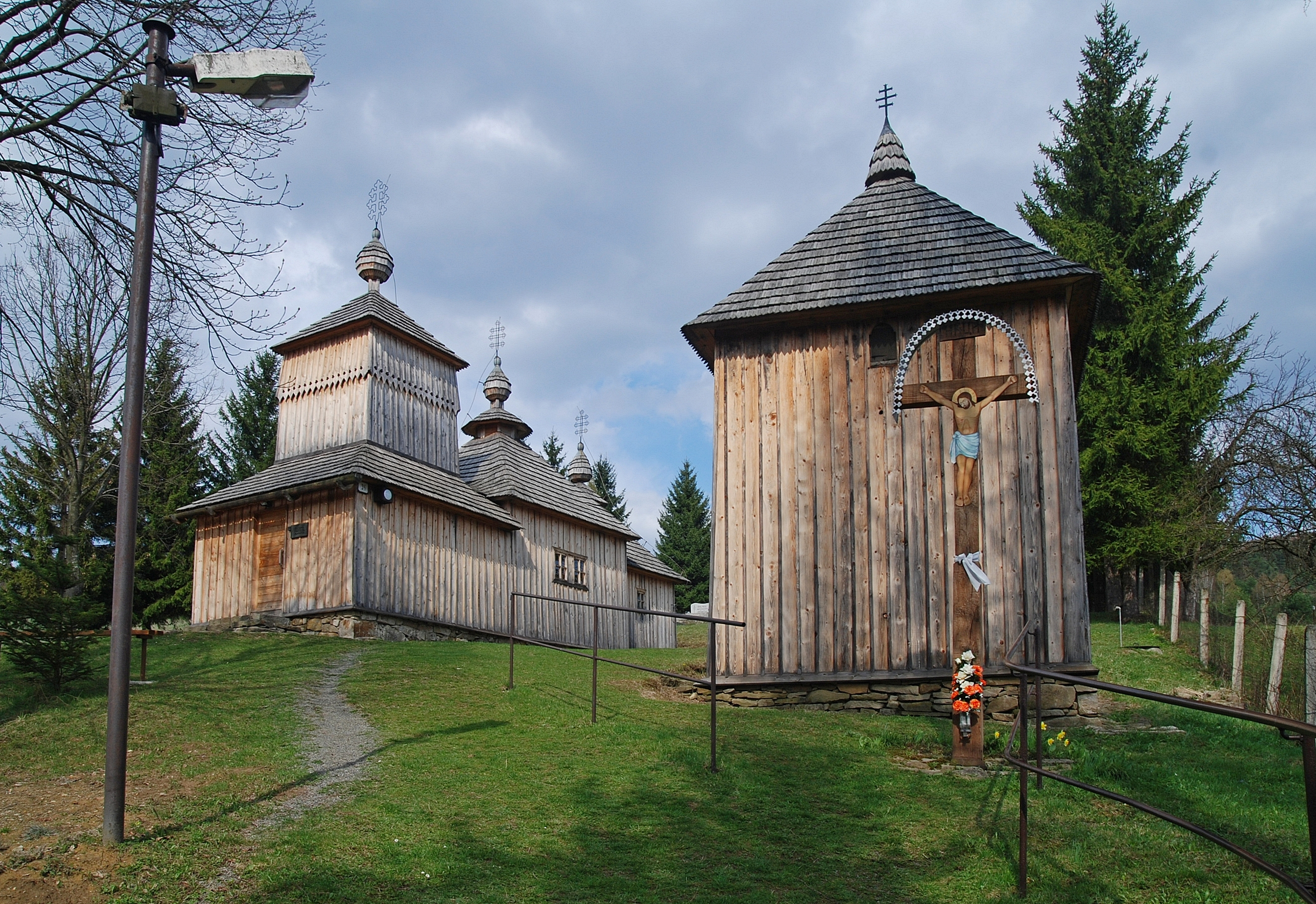
Elewacja frontowa

Wewnątrz stropy: w nawie kopuła namiotowa spojona ściągiem krzyżowym, na którym wyrzeźbiony geometryczny ornament, w prezbiterium sklepienie kolebkowe i w babińcu strop płaski. W prezbiterium w ołtarzu głównym niewielka ikona Matki Bożej Hodegetrii. W 2000 skomponowano ikonostas barokowy z nieistniejącej świątyni z Krajnej Bystrej z XVII w. i miejscowych ikon. Wstawiono do niego ikonę Matki Bożej w typie Eleusa z połowy XVIII w., dwie ikony namiestne św. Michała Archanioła i św. Onufrego oraz carskie wrota z końca XVII w.

## Otoczenie
Przy cerkwi stoi drewniana dzwonnica zbudowana w 1949 na planie kwadratu i zwieńczona gontowym dachem namiotowym, z trzema dzwonami z XVIII i XIX w. 